# جونثالو دي بيبرو
جونثالو بيريث دي بيبرو (بالإسبانية: Gonzalo de Vivero)‏ أسقف إسباني، وُلد في بيبرو في 1418. هو ابن جونثالو بيريث دي باموندي إيه دي مايور بيريث دي بيبرو وابن أخو ألونسو بيريث دي بيبرو، ومن عائلة من المسيحيون الجدد. كان عميدًا لكاتدرائية لوجو، حيث كان أسقف الأبرشية قريبه جارثيا مارتينث دي باموندي، إضافة إلى كونه أسقف أبرشية سلامنكا، والتي ظل بها من عام 1446 وحتى وفاته في 1482.
وكان أستاذًا جامعيًا في جامعة سلامنكا، وتدرج بها إلى أن وصل رئيس الجامعة. كان صديقًا وراعيًا للفلكي السلامنكي والأستاذ الجامعي لأبراهام زاكوتو، والذي حثه على نشر كتابه التصنيف الفلكي الكبير، فهرسة النجوم أو هخيبور هكدول عام 1478.